# Ibrahima Sissoko
Ibrahima Sissoko (Meaux, 27 ottobre 1997) è un calciatore francese naturalizzato maliano, centrocampista del Bochum.

## Caratteristiche tecniche
È un mediano.

## Carriera

### Club
Cresciuto nelle giovanili del Brest, debutta in prima squadra il 29 aprile 2016 nel match perso 2-0 contro l'Évian TG.

### Nazionale
Ha giocato nelle nazionali giovanili francesi Under-18, Under-19 ed Under-20.
Viene inserito tra i 23 giocatori selezionati dal CT Ludovic Batelli in occasione dei Mondiali di categoria in Corea del Sud.

## Statistiche

### Presenze e reti nei club
Statistiche aggiornate al 3 giugno 2017.
| Stagione        | Squadra         | Campionato      | Campionato | Campionato | Coppe nazionali | Coppe nazionali | Coppe nazionali | Coppe continentali | Coppe continentali | Coppe continentali | Altre coppe | Altre coppe | Altre coppe | Totale | Totale |
| Stagione        | Squadra         | Comp            | Pres       | Reti       | Comp            | Pres            | Reti            | Comp               | Pres               | Reti               | Comp        | Pres        | Reti        | Pres   | Reti   |
| --------------- | --------------- | --------------- | ---------- | ---------- | --------------- | --------------- | --------------- | ------------------ | ------------------ | ------------------ | ----------- | ----------- | ----------- | ------ | ------ |
| 2015-2016       | Brest           | L2              | 2          | 0          | CdF+CdL         | 1+0             | 0               |                    | -                  | -                  |             | -           | -           | 3      | 0      |
| 2016-2017       | Brest           | L2              | 6          | 1          | CdF+CdL         | 2+0             | 0               |                    | -                  | -                  |             | -           | -           | 8      | 1      |
| Totale Brest    | Totale Brest    | Totale Brest    | 8          | 1          |                 | 3               | 0               |                    | -                  | -                  |             | -           | -           | 11     | 1      |
| Totale carriera | Totale carriera | Totale carriera | 8          | 1          |                 | 3               | 0               |                    | -                  | -                  |             | -           | -           | 11     | 1      |

### Cronologia presenze e reti in nazionale
| Cronologia completa delle presenze e delle reti in nazionale ― Mali | Cronologia completa delle presenze e delle reti in nazionale ― Mali | Cronologia completa delle presenze e delle reti in nazionale ― Mali | Cronologia completa delle presenze e delle reti in nazionale ― Mali | Cronologia completa delle presenze e delle reti in nazionale ― Mali | Cronologia completa delle presenze e delle reti in nazionale ― Mali | Cronologia completa delle presenze e delle reti in nazionale ― Mali | Cronologia completa delle presenze e delle reti in nazionale ― Mali |
| Data                                                                | Città                                                               | In casa                                                             | Risultato                                                           | Ospiti                                                              | Competizione                                                        | Reti                                                                | Note                                                                |
| ------------------------------------------------------------------- | ------------------------------------------------------------------- | ------------------------------------------------------------------- | ------------------------------------------------------------------- | ------------------------------------------------------------------- | ------------------------------------------------------------------- | ------------------------------------------------------------------- | ------------------------------------------------------------------- |
| 17-10-2023                                                          | Portimão                                                            | Arabia Saudita                                                      | 1 – 3                                                               | Mali                                                                | Amichevole                                                          | -                                                                   | 80’                                                                 |
| 20-3-2025                                                           | Berkane                                                             | Comore                                                              | 0 – 3                                                               | Mali                                                                | Qual. Mondiali 2026                                                 | -                                                                   | 65’                                                                 |
| Totale                                                              |                                                                     | Presenze                                                            | 2                                                                   |                                                                     | Reti                                                                | 0                                                                   |                                                                     |

## Palmarès

### Club

#### Competizioni nazionali
- Coppa di Lega francese: 1

Strasburgo: 2018-2019